# مجدل بلحيس
مجدل بلحيس هي إحدى القرى اللبنانية من قرى قضاء راشيا في محافظة البقاع.